# Eduard Batschelet
Eduard Batschelet oder auch – im englischsprachigen Raum – Edward Batschelet (* 6. April 1914 in Biel; † 3. Oktober 1979 in Zürich) war ein schweizerischer Mathematiker, Gymnasial- und Hochschullehrer.

## Leben und Laufbahn
Nach der Schulzeit am Humanistischen Gymnasium Basel studierte Eduard Batschelet Mathematik, Physik und Astronomie an der Universität Basel. Er war dort Schüler von Alexander Markowitsch Ostrowski und promovierte unter dessen Anleitung im Jahre 1942. Zuvor war er im Jahre 1939 selbst Lehrer am Humanistischen Gymnasium Basel geworden. Diese Lehrtätigkeit übte er bis 1960 aus. Parallel dazu vervollständigte er – seine Lehrtätigkeit mehrfach unterbrechend – im Rahmen weiterführender Studien seine Ausbildung in Rom, New York, Princeton und London.
Im Jahre 1952 erlangte Batschelet die Habilitation an der Universität Basel, wo ihm im Jahre 1958 auch der Titel eines ausserordentlichen Professors verliehen wurde. Im Jahre 1960 ging er zu weiterführenden wissenschaftlichen Forschungen als ordentlicher Professor an die Katholische Universität von Amerika in Washington, D.C. Schliesslich wurde er im Jahre 1971 als Ordinarius an die Universität Zürich gerufen, wo er bis zu seiner Emeritierung blieb. Dort leitete er die Biomathematische Abteilung des Mathematischen Instituts.
Kurz nach seiner Emeritierung erlag Eduard Batschelet unerwartet einem Herzschlag.

## Wissenschaftliche Leistung
Eduard Batschelets wissenschaftliche Arbeit erstreckte sich zunächst auf Fragen der Algebra. Dies führte nicht zuletzt zu seiner Dissertation Untersuchungen über die absoluten Beträge der Wurzeln algebraischer, insbesondere kubischer Gleichungen. In späteren Jahren konzentrierte er seine wissenschaftliche Tätigkeit weitgehend auf die angewandte Mathematik und insbesondere auf die mathematische Statistik. Er förderte wesentlich die Anwendung mathematischer Methoden zur Problemlösung in angrenzenden Gebieten wie Gerontologie, Populationsdynamik, Zukunftsforschung und vor allem in der Biomathematik. Sowohl als Lehrer und Hochschullehrer als auch als wissenschaftlicher Berater hatte Batschelet einen ausgezeichneten Ruf.

## Schriften
Eduard Batschelet ist Autor beziehungsweise Koautor von mehr als einem Dutzend wissenschaftlicher Publikationen. Zudem ist er Verfasser der folgenden bekannten Monographien:
- Statistical Methods for the Analysis of Problems in Animal Orientation and Certain Biological Rhythms. American Institute of Biological Sciences, Washington DC 1965.
- Einführung in die Mathematik für Biologen. Springer Verlag, Berlin / Heidelberg / New York 1980, ISBN 3-540-09633-7 (englisch: Introduction to Mathematics for Life Scientists.).[1]
- Circular Statistics in Biology (= Mathematics in Biology). Academic Press, London (u. a.) 1981, ISBN 0-12-081050-6.